# Lydia Wideman
Lydia Wideman (Vilppula, 1920. május 17. – Tampere, 2019. április 13.) olimpiai bajnok finn sífutó.

## Pályafutása
Az 1952-es oslói téli olimpián aranyérmet nyert a 10 km-es versenyszámban.
Durward Knowles 2018-as februári halála után a legidősebb élő olimpiai bajnok volt.

## Sikerei, díjai
- Olimpiai játékok
  - aranyérmes: 1952, Oslo – 10 km